# Stelling van König
De stelling van König zegt dat de kinetische energie van een stelsel van deeltjes in een willekeurige beweging bestaat uit een deel afkomstig van de beweging van het massamiddelpunt (de translatie van het stelsel) en een deel ten gevolge van de beweging om het massamiddelpunt. De stelling is genoemd naar de Duitse wiskundige Johann Samuel König (1712-1757).

## Kinetische energie van de translatie
Deze is :{\displaystyle E_{k}={\tfrac {1}{2}}mv^{2}}
Hier is v de snelheid van het massamiddelpunt.

## Kinetische energie van de beweging om het massamiddelpunt
De kinetische energie van de beweging om het massamiddelpunt is het totaal van de kinetische energie van de beweging van elk deeltje om het massamiddelpunt, die wordt bepaald door als snelheid die ten opzichte van het massamiddelpunt te nemen.
Indien het een vlakke beweging is, kan er aangetoond worden dat die beweging een rotatie is om een as door het massamiddelpunt.
{\displaystyle E_{k}={\tfrac {1}{2}}I\omega ^{2}}
Hier is {\displaystyle \omega } de hoeksnelheid om de rotatie-as door het massamiddelpunt, en I het traagheidsmoment om dezelfde as.

## Toepassing
Een wiel dat van een rijdende wagen vliegt kan de wagen voorbijsteken. Het wiel beschikt over rotatie-energie en de wagen niet.

## Opmerkingen
1. ↑  In sommige talen wordt dit de tweede wet van König genoemd